# Matilda Plan
Matilda Elisabet Plan, född den 31 juli 1998 i Eskilstuna, är en svensk fotbollsspelare (försvarare) och före detta bandyspelare som spelar för AIK. Hon har representerat Sveriges landslag på U17-, U19- och U23-nivå.
Matilda Plan har vunnit SM-guld i bandy för Västerås SK innan hon valde att satsa enbart på fotbollen. Hon har även vunnit VM-guld i bandy.
I januari 2023 värvades Plan av Djurgårdens IF, där hon skrev på ett tvåårskontrakt. Under sin tid i Djurgården var Matilda Plan lagkapten under säsongen 2024. 
I december 2024 värvades Matilda Plan av AIK och skrev ett kontrakt fram till och med december 2026.